# Sant Sebastià de Pení
Sant Sebastià de Pení és una ermita del municipi de Cadaqués a la comarca de l'Alt Empordà. És un edifici aïllat a 384,6 metres al vessant de llevant del puig Pení. Dedicada a Sant Sebastià i Santa Quitèria, és inclosa en l'Inventari del Patrimoni Arquitectònic de Catalunya.

## Descripció
És al sud-oest del nucli urbà de la població, al vessant de llevant del Pení. S'hi accedeix mitjançant el camí que porta de Cadaqués fins a la cala Jòncols de Roses. A l'alçada del mas d'en Baltre s'agafa un trencall a mà dreta que condueix directament a l'ermita.
És una construcció d'una sola nau, amb planta de creu llatina i absis semicircular. La coberta, a dues vessants de teula, és bastida a dos nivells de diferent alçada, mentre que la de l'absis és a tres vessants. Presenta un petit campanar d'espadanya, amb la testera motllurada. La façana principal, orientada a l'oest, té un gran portal d'arc rebaixat bastit amb carreus de pedra ben escairats, amb un petit escut de pedra al centre i rossassa superior.
A la façana est de l'ermita se li adossa l'edifici destinat a habitatge. És un cos de planta rectangular, amb la coberta a un vessant de teula, que consta de planta baixa i dos pisos d'alçada. S'accedeix a l'interior mitjançant una porta d'arc de mig punt a la façana oest. La resta d'obertures són rectangulars i força estretes. La façana sud, en canvi, presenta un gran finestral d'arc de mig punt al primer pis i dos finestrals amb barana de ferro a diferent nivell. Tota la construcció és arrebossada i pintada de blanc, amb els marcs i els porticons de les finestres de la tonalitat blavosa típica de la zona.
L'ermita està bastida amb pedres de diverses mides, sense desbastar, lligada amb abundant morter de calç. Tant la façana com el mur oest mantenen la pedra vista, mentre que l'absis es troba arrebossat i sense pintar, i la façana sud pintada de la mateixa manera que l'habitatge.

## Història
L'ermita de Sant Sebastià de Pení es creu que va ser bastida sobre la vella església de Sant Tomàs de Pení, encara que altres fonts la situen damunt una torre de guaita o de senyals. Segon la llegenda, se l'hauria construït després de trobar-hi una imatge de Sant Sebastià.
La primera menció data de 1637 amb motiu d'un litigi entre les universitats de Cadaqués i Roses. Posteriorment, el 1836 va ser afectada per la desamortització de Mendizábal, i anys després, el 1890, és subhastada per Hisenda i passa a ser propietat privada compartida per dos habitants de Cadaqués. D'aleshores ençà ha passat per diferents propietaris fins a arribar a les mans de la família irlandesa Guinness, propietària de la marca cervesera. Jonathan Guinness la va convertir en luxosa residència d'estiu. El 2020, el seu fill Sebastian Guinness, nascut el 1964, n'era el propietari.
L'interior de l'ermita només es pot visitar el 20 de gener durant l'aplec popular anual.